# Tasa de urbanización
La tasa de urbanización es un índice demográfico que expresa la relación porcentual entre la población urbana habitante de las ciudades y la población total de un país. Una cifra alta indica un mayor nivel de desarrollo humano.
Desde el nacimiento de la ciudad, y en los distintos momentos de la historia de la humanidad que se han podido definir como revolución urbana, la tasa de urbanización ha sufrido diferentes altibajos en distintas zonas del mundo, atendiendo a su diferente nivel de desarrollo económico y social, pero desde la Revolución industrial se ha producido un crecimiento constante.

## Evolución de la tasa de urbanización
Las cifras desde 2018 son estimaciones.
| Años | Mundo | Países desarrollados | Países en desarrollo |
| ---- | ----- | -------------------- | -------------------- |
| 1930 | 29,1  | 52,5                 | 17,9                 |
| 1966 | 30,9  | 55,5                 |                      |
| 1970 | 32,9  | 58,6                 |                      |
| 19?? | 34,7  | 61,7                 |                      |
| 19?? | 36,0  | 64,2                 | 25,2                 |
| 1975 | 37,3  | 67,2                 | 26,9                 |
| 1980 | 39,2  | 69,2                 | 29,5                 |
| 1985 | 41,1  | 70,5                 | 32,3                 |
| 1990 | 43,2  | 71,8                 | 35,2                 |
| 1995 | 45,1  | 73,0                 | 37,8                 |
| 2000 | 47,1  | 73,9                 | 40,5                 |
| 2005 | 49,6  | 74,9                 | 43,2                 |
| 2010 | 51,3  | 76,5                 | 45,9                 |
| 2015 | 53,6  | 77,3                 | 48,7                 |
| 2020 | 55,9  | 78,7                 | 51,4                 |
| 2025 | 58,0  | 80,2                 | 54,2                 |
| 2030 | 60,8  | 81,7                 | 51,7                 |